# 漫画准则管理局
漫画准则管理局（CCA）是作为漫画杂志出版商协会的一部分而成立的一个机构，作为漫画出版业对美国漫画内容自我管制的手段。其成员出版商将漫画书提交给漫画准则管理局，后者审查这些漫画内容是否遵守其漫画准则；如果这些书遵守准则的规定，管理局就会授权可以将他们的印章印于漫画封面上。在其影响力的鼎盛时期，对于美国漫画业来说这是一种事实上的审查。2011年，最后一个出版商终止了参与关系。